# Amber Riley
Amber Patrice Riley (15 de febrero de 1986) conocida como Amber Riley, es una actriz y cantante estadounidense, es reconocida por su papel de Mercedes Jones en la serie de televisión Glee. Interpretó el papel principal en la obra "Dreamgirls" en Londres en 2017.

## Primeros años y carrera
Amber Riley nació en Los Ángeles, California, hija de Tiny Hightower y Elwin Riley. A la edad de 17 años, se presentó en el reality American Idol, pero fue rechazada por los productores. Luego fue seleccionada por Ryan Murphy para el piloto de la serie ST. Sass, pero nunca fue emitido. Se graduó en La Mirada High School en La Mirada, California, en 2004. En 2006, Riley audicionó para el papel de Effie White Dreamgirls, pero no sería seleccionada por ser muy joven.
A continuación, obtuvo una hoja de papel de Cedric the Entertainer Presents, donde fue vista por los productores de la serie de FOX, Glee, quienes decidieron hacerle una prueba, quedando seleccionada para interpretar a Mercedes Jones en dicho show. Dueña de una sorprendente y potente voz, Amber interpreta muchas de las canciones que se escuchan en Glee
En 2013 se corona ganadora en primer lugar en el reality show Dancing with the Stars, junto a su bailarín y coreógrafo Derek Hough.

## Filmografía
| Título    | Serie/Película                          | Personaje                 | Notas                                                   |
| --------- | --------------------------------------- | ------------------------- | ------------------------------------------------------- |
| 2009—2015 | Glee                                    | Mercedes Jones            | Principal (Temporadas 1-4 y 6) Recurrente (temporada 5) |
| 2010      | Los Simpson                             | Aeisha                    | Invitada (1 episodio)                                   |
| 2011      | Glee: The 3D Concert Movie              | Mercedes Jones/Ella misma | Película para cines, protagonista                       |
| 2012      | The Glee Project                        | Ella misma                | Invitada (1 episodio)                                   |
| 2013      | Dancing with the Stars                  | Participante (ella misma) | Ganadora (Junto a Derek Hough)                          |
| 2014      | The Queen Latifah Show                  | Ella misma                | Invitada (1 episodio)                                   |
| 2015      | The Wiz Live!                           | Addapearle                | Película de TV                                          |
| 2016      | Crazy Ex-Girlfriend                     | Dream Ghost #2            | Estrella invitada 1 episodio, serie de TV The CW        |
| 2018      | Nobody's Fool                           | Kalli                     | Protagonista principal, película                        |
| 2019      | A Black Lady Sketch Show                | Lori                      | Invitada 2 episodios, serie de TV                       |
| 2019      | The Little Mermaid Live!                | Emcee                     | Especial de TV Personaje principal                      |
| 2020      | Infamous                                | Elle                      | Personaje principal, película                           |
| 2021      | Christmas Déja Vu                       | Kandi                     | Protagonista, película de TV                            |
| 2022      | Single Black Female                     | Simone Harris             | Personaje principal, película de TV                     |
| 2022      | The Masked Singer                       | Ella misma                | Ganadora (Temporada 8)                                  |
| 2023      | The Masked Singer UK                    | Jellyfish                 | Participante, Temporada 4                               |
| 2023      | Mamma Mia! I have a dream               | Ella mima/Juez            | Programa de TV                                          |
| 2024      | Single Black Female 2: Simone's Revenge | Simone Harris             | Elenco principal, Película de TV                        |
| 2024      | Disney Junior's Ariel                   | Ursula (voz)              | Elenco recurrente, serie de TV (voz) (7 episodios)      |
| 2024      | Monster High                            | Catty Noir                | Invitada, serie de TV Nickelodeon (voz) (2 episodios)   |
| TBD       | Dream                                   | TBD                       | Protagonista, serie de TV NBC                           |

## Discografía

### Álbumes de estudio
| Título                                                                              | Detalles | Posicionamiento en listas | Posicionamiento en listas |
| Título                                                                              | Detalles | US                        | UK                        |
| ----------------------------------------------------------------------------------- | --- | ------------------------- | ------------------------- |
| Songs from the Stage (con Beverley Knight y Cassidy Janson como las Leading Ladies) | - Lanzamiento: 17 de noviembre de 2017 (UK) - Discográfica: East West, Warner - Formatos: CD, descarga digital, streaming | —                         | 19                        |

### Bandas Sonoras
| Título                                      | Detalles                                                                                           |
| ------------------------------------------- | -------------------------------------------------------------------------------------------------- |
| Dreamgirls (Original London Cast Recording) | - Lanzamiento: 12 de mayo de 2017 - Discográfica: Sony - Formatos: CD, descarga digital, streaming |

### Sencillos Promocionales
| Año  | Título              | Álbum     |
| ---- | ------------------- | --------- |
| 2020 | "Someone You Loved" | Sin álbum |

### Sencillos
| Título              | Año  | Álbum                 |
| ------------------- | ---- | --------------------- |
| "Colorblind"        | 2014 | Glee: the Music, Bash |
| "Someone You Loved" | 2020 | Sin álbum             |
| "A Moment"          | 2020 | RILEY                 |
| "BGE"               | 2020 | RILEY                 |
| "Creepin"           | 2020 | RILEY                 |

### Extended plays
| Título | Detalles                                                                                                  |
| ------ | --- |
| RILEY  | - Lanzamiento: 2 de octubre de 2020 - Discográfica: Independiente - Formatos: Descarga digital, streaming |

### Otras Apariciones
| Año  | Canción                                            | Álbum                                  |
| ---- | -------------------------------------------------- | -------------------------------------- |
| 2013 | "Never Be Lonely" (con Eric Bellinger)             | In The Meantime                        |
| 2014 | "Gold Generation" (con Eric Zayne)                 | Autobiograme                           |
| 2014 | "This Is What It Feels Like" (con Kenyon Dixon)    | Twenty Four                            |
| 2015 | "He's the Wizard"                                  | The Wiz Live!                          |
| 2016 | "Lions and Tigers and Bears"                       | Straight Outta Oz                      |
| 2016 | "See Your Face"                                    | Straight Outta Oz                      |
| 2016 | "#ChangeRightNow"                                  | I Am Major                             |
| 2016 | "Dream Ghost"                                      | Crazy Ex-Girlfriend (Season 1, Vol. 2) |
| 2017 | "Anybody Who Knows What Love Is" (con Boyz II Men) | Under the Streetlight                  |
| 2019 | "Daughters of Triton"                              | The Little Mermaid Live!               |
| 2019 | "I'm A Mess" (con Kenyon Dixon)                    | R&B Kenny                              |

## Premios y nominaciones
| Año  | Premio                                                                                  | Trabajo              | Resultado |
| ---- | --------------------------------------------------------------------------------------- | -------------------- | --------- |
| 2010 | Teen Choice Award for Choice TV: Female Scene Stealer                                   | Glee                 |           |
| 2010 | Teen Choice Award for Choice Music: Group (shared with Glee cast)                       | Glee                 |           |
| 2010 | Screen Actors Guild Award for Outstanding Performance by an Ensemble in a Comedy Series | Glee                 |           |
| 2011 | Grammy Award for Best Pop Performance by a Duo or Group with Vocals                     | Glee                 |           |
| 2011 | NAACP Image Award for Outstanding Supporting Actress in a Comedy Series                 | Glee                 |           |
| 2011 | Teen Choice Award for Choice TV: Female Scene Stealer                                   | Glee                 |           |
| 2012 | NAACP Image Award for Outstanding Supporting Actress in a Comedy Series                 | Glee                 |           |
| 2013 | NAACP Image Award for Outstanding Actress in a Comedy Series                            | Glee                 |           |
| 2017 | Whatsonstage.com Award for Best Actress in a Musical                                    | Dreamgirls           |           |
| 2017 | Olivier Award for Best Actress in a Musical                                             | Dreamgirls           |           |
| 2017 | Evening Standard Award for Best Musical Performance                                     | Dreamgirls           |           |
| 2018 | Classic Brit Award for Album of the Year                                                | Songs from the Stage |           |